# Die Rache des Dr. Fu Man Chu
Die Rache des Dr. Fu Man Chu ist der dritte Film der Dr.-Fu-Man-Chu-Serie des britischen Produzenten Harry Alan Towers.

## Handlung
Dr. Fu Man Chu und seine Tochter Lin Tang lassen sich in Sänften zu ihrem Palast in Kuangsu tragen. Dort werden vier Gegner Fu Man Chus bestraft: drei werden getötet, einer hypnotisiert. Dieser soll vom Missionar Dr. Lieberson operiert werden, damit er Fu Man Chus Erzfeind Nayland Smith ähnlich sieht. Dr. Lieberson gibt seinen anfänglichen Widerstand gegen die Operation auf, nachdem seine Tochter Maria gefoltert worden ist.
Nayland Smith hingegen, der nicht ahnt, dass Dr. Fu Man Chu noch lebt, begibt sich nach Paris zur Gründungskonferenz von Interpol. Vom FBI-Mann Mark Weston erfährt er dort, dass Ronald Moss von San Francisco nach Schanghai reist, um weltweite Verbrecherorganisationen unter einem asiatischen Boss zu einen. Nayland Smith schaltet in Schanghai Inspector Ramos ein und nimmt selbst mit Dr. Petrie Urlaub in Irland. Dort angekommen, wird er von Fu Man Chus Leuten gegen seinen Doppelgänger ausgetauscht. Dieser ermordet später in London Nayland Smiths Hausmädchen Jasmin und wird dafür zum Tode verurteilt.
Inzwischen sind nicht nur Ronald Moss, sondern auch seine einstigen Freunde Ingrid Swenson und Kurt Heller in Fu Man Chus Palast eingetroffen. Dr. Fu Man Chu gibt seinen Plan bekannt, alle wichtigen Polizeichefs der Welt zu entführen und in seinem Palast zu töten, während ihre Doppelgänger Morde begehen, wofür sie gleichzeitig nach dem Gesetz hingerichtet werden. Kurt Heller, der zu einem Doppelgänger des Berliner Kommissars Strauss operiert werden soll, wird zusammen mit Ingrid Swenson gefangengehalten. Den Gefangenen (darunter auch der richtige Nayland Smith) gelingt jedoch mit Hilfe von Mark Weston und Inspector Ramos die Flucht aus dem Palast, ehe dieser gesprengt wird. Dr. Fu Man Chu und seine Tochter überleben aber auch diese Sprengung.

## Kritik
Lexikon des internationalen Films: Triviales Abenteuerkino mit Horrorfilm-Elementen. Die New York Times fasste zusammen: „Viel Hin-und-her, kein Blut, prima für Kinder“ und sah einen Film, der „die Technik und den Ton der alten Thriller perfekt trifft, ohne in moderne Besserwisserei zu verfallen.“ Der Evangelische Film-Beobachter bemerkt lapidar, es handle sich hier um „eine völlig indiskutable Produktion“.

## Bemerkungen
Der Film basiert auf einem Roman von Sax Rohmer. In den Vereinigten Staaten wurde er von Warner Brothers als zweiter Film eines Doppelprogramms in Schwarz-Weiß gezeigt. Der Produzent Harry Alan Towers schrieb das Drehbuch unter dem Pseudonym Peter Welbeck.
Die Filmlieder „The Real Me“ und „Where Are the Men“ singt Samantha Jones.